# مشيخة عقل الموحدين الدروز في لبنان
مشيخة عقل الموحدين الدروز هي مؤسسة دينية شبيهة في وظائفها بجامع الأزهر عند المسلمين السُّنة، أو الكرسي الرسولي عند المسيحيين الكاثوليك، وهي تمثل المرجع الديني الأعلى للطائفة الدرزية. حيث تتولى تشريع أنظمتها وإدارة مؤسساتها طبقاً للأحكام الروحية لها.